# Продајна галерија „Београд”
Продајна галерија „Београд” је најстарија продајна галерија у Београду специјализована за промовисање, пласман и продају дела савремене визуелне уметности. Налази се у улици Косанчићев венац 19.

## Историја
Продајна галерија „Београд” је основана 1963. одлуком Скупштине града у згради која представља заштићени споменик културе настао 1911. године. Упоредо са излагачким и образовним програмима, као и издавањем и промоцијом стручних публикација који пружају свеобухватнији увид у историју и савремене токове ликовне уметности, галерија реализује активну продају дела из свог фундуса. Стална понуда обухвата широк опсег – од сликарских дела и цртежа, преко скулптуре, до графике, фотографије и видео радова афирмисаних уметника. Стручним саветима галерија посредује у формирању уметничких збирки и учествује у пласману домаће уметности у иностранство. Организовали су изложбе уметничких дела Јелене Меркур, Соње Жугић, Душана Марковића, Кристине Ристић, Вељка Вучковића, Бојане Николић, Александра Радичевића, Јадранке Протић, Катарине Анђелковић, Јелене Марјановић, Драгана Тодоровића Скорића, Таре Родић, Иване Миленковић и Ане Пиљић Митровића 2022, Бранка Кузмановића, Игора Антића, Владана Мартиновића, Марклен Мосијенко, Луке Кликовца, Владимира Миљковића, Ање Тончић и Дуње Ожеговић, Гордане Башкот, Гордане Станишић Вујошевић и Петра Вујошевића, Јелене Ђурић, Александре Илић, Биљане Вуковић, Милице Прелић Стоиљковић и Данила Бојића 2021, Миле Гвардиол и Миодрага Мишка Петровића 2020, Бранка Станковића, Владана Љубинковића и Марије Здравковић 2019. године и многих других.

## Галерија
- Улаз у галерију.
- Унутрашњост галерије.
- Једна од изложених слика.
- Једна од изложених слика.